# Ector
Ector város az USA Texas államában, Fannin megyében. Lakosainak száma 737 fő (2020. április 1.).

## Népesség
A település népességének változása:

| 2010 | 695 |
| 2020 | 737 |